# Palomar de La Breña

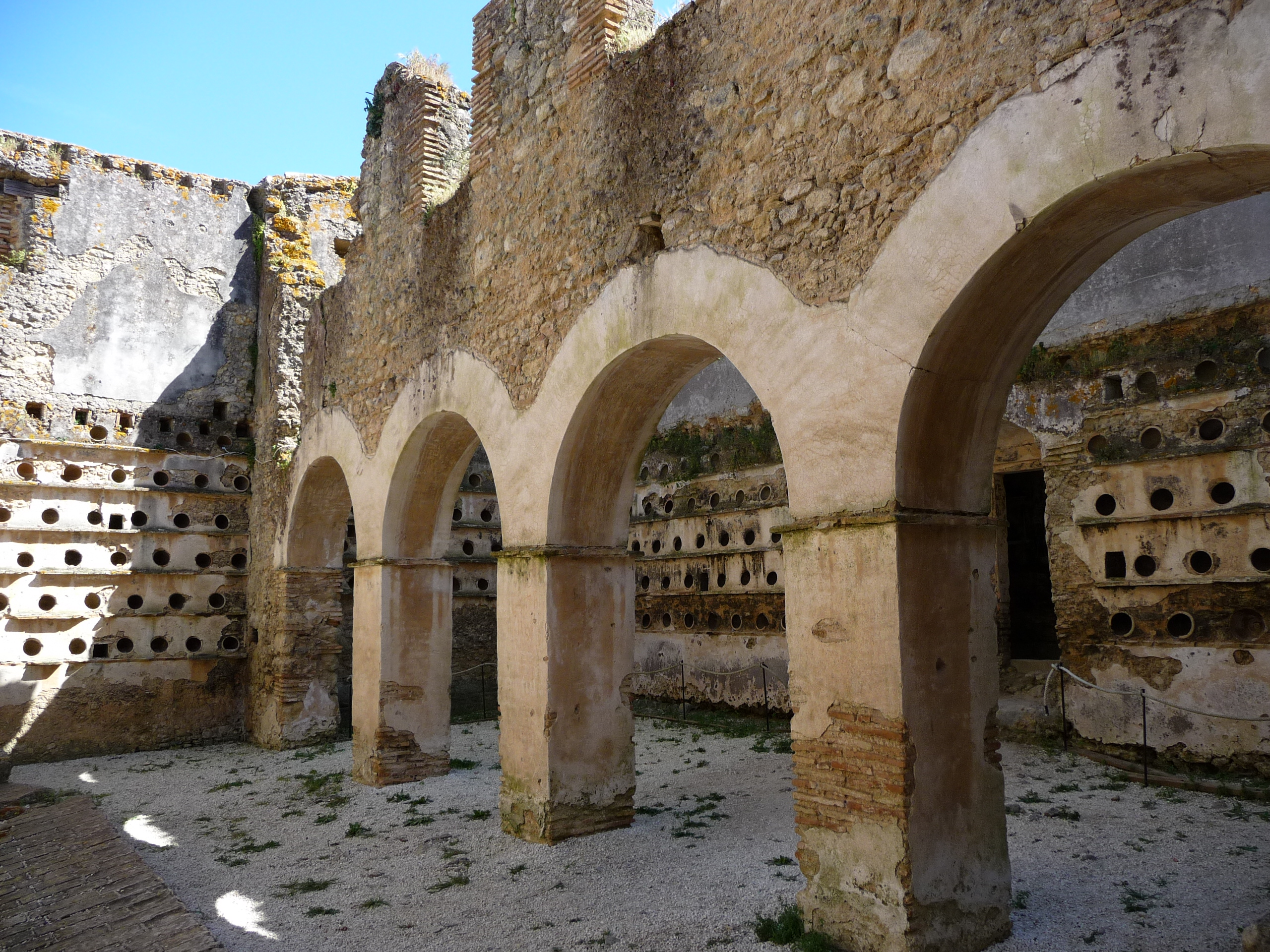
Patio

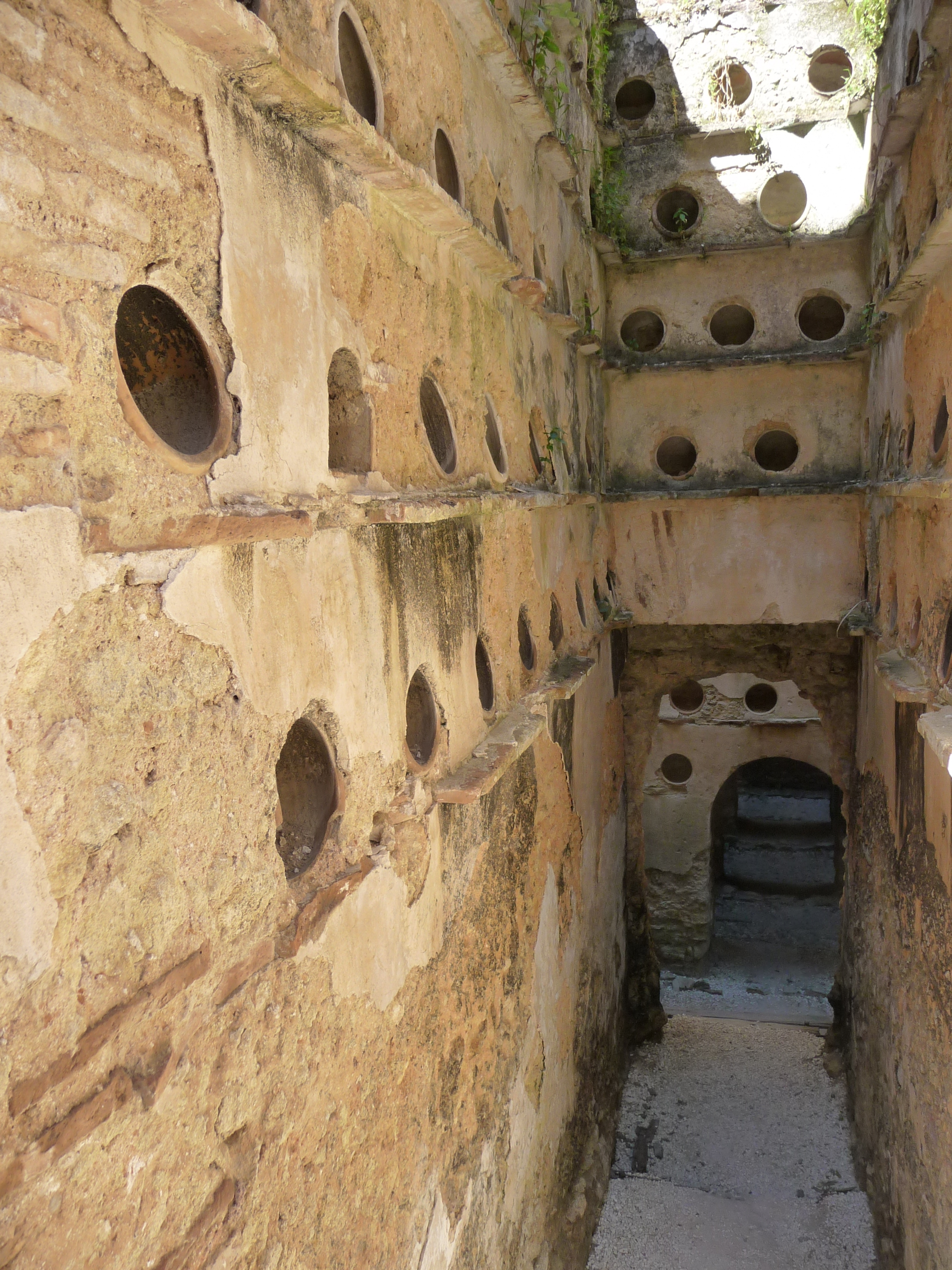
Duivenstraat

El Palomar de La Breña is een reusachtig duivenverblijf, onderdeel van een 18e-eeuwse haciënda in San Ambrosio (Barbate), net ten zuiden van Vejer de la Frontera. 

## Geschiedenis
Het 400m² grote duivencomplex is nu buiten gebruik, maar bevat nog steeds 7.770 nestplaatsen uit terracotta. Het is onderverdeeld in parallelle, doodlopende straten. De elf meter hoge muren zijn dik genoeg om thermisch comfort te bieden. Een kanaal in het midden van de ruime patio, die volledig met dekzeilen kon worden overspannen, bood de duiven een plaats waar ze konden drinken en baden, beschut tegen wind en roofdieren. 
De haciënda is gebouwd om de schepen te bevoorraden die naar Amerika vertrokken. Het kaliumnitraat uit duivenmest was een basisgrondstof voor buskruit. De mest was ook zeer geschikt voor de teelt van hemp en tabak. Elk jaar kon de palomar 10 à 15 ton mest produceren. Daarnaast namen de schepen ook duivenvlees aan boord en boodschapperduiven. Bij volledige bezetting zou een grondoppervlakte van ongeveer 2.500 ha nodig geweest zijn om de duiven te voeden.

## Toegankelijkheid
De palomar maakt deel uit van een privaat hotel, maar is vrij toegankelijk op aanvraag.